# William Anders
William Alison Anders også kaldet Bill Anders (født 17. oktober 1933, død 7. juni 2024) var en amerikansk astronaut. Han var besætningsmedlem på Apollo 8-missionen. Med Apollo 8 fløj han som en af de første rundt om Månen. Han er særlig kendt for at have taget det første farvefotografi "Earthrise" (en) af Jorden fra Månen.
William Anders var med i det fælles USA/USSR udvekslingsprogram for kernekraft.